# Дорин, Антон Николаевич
Анто́н Никола́евич До́рин (род. 23 февраля 1979, Дзержинск, СССР) — российский кинорежиссёр.

## Биография
Родился 23 февраля 1979 года в г. Дзержинск Нижегородской области.

Мать — Дорина Татьяна Александровна (девичья фамилия Бугрова) 1956 года рождения, химик-технолог, работала на закрытом предприятии ДНИХТИ (ГосНИИ «Кристалл») в г. Дзержинске. Родом из Дзержинска.
Отец — Дорин Николай Борисович (1953—2007), горный инженер, взрывник. Окончил Ленинградский горный институт, по распределению попал в г. Дзержинск в ДНИХТИ (ГосНИИ «Кристалл»). Родился в городе Кадников Вологодской области.
Родители поженились в 1978 году.
После рождения Антон Дорин тяжело заболел и даже думали, что не выживет, так как подхватил стафилококк. Делали операцию на лёгкое. После выздоровления, бабушка по маминой линии Анна Андреевна Бугрова покрестила внука тайно в церкви в г. Гороховец Владимирской области.
В 1986 году пошел в школу № 24 города Дзержинска, и успешно её окончил в 1996 году.
Со школы очень сильно любил музыку, участвовал во всех театральных постановках, а также во всех смотрах самодеятельности, а в творческом клубе для школьников был руководителем клуба.
В 1996 году поступил в ННГУ им. Лобачевского на химический факультет и в 2003 году окончил магистратуру. Основная специализация — исследование и разработка циркониевых стекол (кафедра неорганической химии).
В 2003 году поступил на режиссерский факультет ИСИ (курс Валерия Рубинчика). С 2005 года начинает работу в кино от маленьких профессий — реквизитор, ассистент по реквизиту, администратор, второй режиссер.
Учеба в ИСИ проходила на базе Мосфильма и ВГИКа. Окончил институт в 2008 году.

## Творческий путь
С 2005 по 2007 год Антон снимает свой первый документальный фильм «Я падаю в небо» о певице Ольге Кормухиной, а также документальный фильм «Остров православия», посвящённый великому русскому старцу отцу Николаю Гурьянову с острова Залит.
В 2007 году снимает свой дипломный фильм «Туман», который был показан более, чем в 20 странах мира, завоевал несколько призов. Фильм был снят в Вологодской области. Это история о пути, который проходит каждый человек в своей жизни, в поисках истины и обретении душевного спокойствия. Фильм "Туман" Антон Дорин посвятил своему погибшему брату Сергею Харченко. 
С 2005 по 2013 гг. работа и участие в кинопроектах «Четыре таксиста и собака-2», «Национальное достояние», «Путешествие с домашними животными», «Трасса М8», «Час Волкова», «Лорд. Пес-полицейский», «Танкисты своих не бросают», «Похищение Евы» и других.
В 2013 году выходит первый полнометражный игровой фильм «ЧУДО», состоящий из пяти новелл. Действие фильма происходит в русской деревенской местности. Натурализм и быт жителей переплетается с магическим реализмом: каждый из героев переживает момент столкновения со сверхъестественным. В каждой новелле («Пастух», «Встреча», «Голоса», «Судьба», «Мать») — один-два героя. Между героями — драма, комедия, мелодрама и человеческие взаимоотношения. Действие разворачивается на грани реальности и фантасмагории. Фильм получил приз за лучшую режиссёрскую работу на фестивале «Золотой Витязь», 2014.
С 2010 года занимается также музыкальной продюсерской деятельностью.
Антон Дорин является режиссёром музыкальных клипов для российских исполнителей — Ольга Кормухина, Александр Добронравов, Варвара.
В 2018 году является режиссёром-постановщиком юбилейного концерта певца и композитора Александра Добронравова, который состоялся 7 марта в Вегас Сити Холле. Показ телеверсии концерта состоялся на Общественном телевидении России.
21 марта 2024 года состоялся релиз песни Александра Добронравова "Я люблю свою жену", автором стихов песни является Антон Дорин, композитор Евгений Рогов.
В 2007 году создается кинокомпания «Антей фильм», где на данный момент генеральный директор — Антон Дорин.

## Фильмография

### Режиссёр
| Год  |     | Название           |
| ---- | --- | ------------------ |
| 2007 | док | Я падаю в небо     |
| 2007 | док | Остров православия |
| 2008 | ф   | Туман              |
| 2009 | с   | Час Волкова-3      |
| 2013 | ф   | Чудо               |

### Музыкальные клипы
| Год  | Исполнитель           | Название          |
| ---- | --------------------- | ----------------- |
| 2010 | Ольга Кормухина       | Путь              |
| 2015 | Александр Добронравов | Ангел 333         |
| 2019 | Варвара               | Разольётся река   |
| 2019 | Александр Добронравов | Удар ниже пояса   |
| 2022 | Александр Добронравов | Не хлопай дверью  |
| 2024 | Александр Добронравов | Я люблю свою жену |
| 2025 | Александр Добронравов | В чём причина?    |
| 2025 | Александр Добронравов | Воздастся         |

### Сценарист
| Год  |     | Название                                                                       |
| ---- | --- | ------------------------------------------------------------------------------ |
| 2007 | док | Я падаю в небо                                                                 |
| 2007 | док | Остров православия                                                             |
| 2008 | ф   | Туман (совместно с Жанной Кузмовой)                                            |
| 2013 | ф   | Чудо (совместно с Евгений Рогов, при участии Евгения Унгарда и Жанны Кузмовой) |

### Актёрские работы
- 2007 — Национальное достояние — фотокорреспондент
- 2008 — Час Волкова-2, серия «Гарпия» — журналист
- 2009 — Час Волкова-3, серия «Герой СССР» — архивариус
- 2010 — Час Волкова-4, серия «Маузер» — прохожий с чемоданом
- 2010 — Час Волкова-4, серия «Винторез» — врач
- 2011 — Час Волкова-5, серия «Зависимость» — криминалист
- 2011 — Час Волкова-5, серия «Авария» — Желтов
- 2011 — Час Волкова-5, серия «Эра водолея» — врач скорой помощи
- 2014 — Похищение Евы — дежурный милиционер[19]

### Оператор
- 2009 — Кетчуп (к/м), ВКСР, режиссёр Екатерина Алтынова, маст. И.Квирикадзе, А.Добровольского

## Награды

### Фильм «Туман»
- 2009 — Международный Христианский кинофестиваль в Лондоне, победитель в номинации «Карт Бланш», лучший короткометражный фильм
- 2012 — Кинофестиваль «Первый шаг», лучший патриотический фильм[20]

### Фильм «ЧУДО»
- 2014 — XXIII Международный кинофестиваль «Золотой Витязь», лучшая режиссёрская работа[21]